# Molodaia Gvardia (editură)
Editura „Molodaia Gvardia” (în rusă Молодая Гвардия) (traducerea fiind în română Tânăra Gardă) este o editură sovietică și apoi rusă. Ea a fost una din cele trei mari edituri din URSS pentru literatură artistică (celelalte două fiind Sovetskii pisateli și Hudojestvennaia literatura). Denumirea sa completă este ОАО «Молодая гвардия».
Pe parcursul existenței sale, editura a publicat un tiraj de peste 2 miliarde de exemplare de cărți. În 1969, spre exemplu, au fost editate de către aceste trei edituri 4.744 titluri de cărți de literatură artistică într-un tiraj de 173 milioane exemplare, fără cele 2473 de titluri de cărți pentru copii în peste 270 milioane exemplare, editate la Editura pentru copii. 

## Istoric

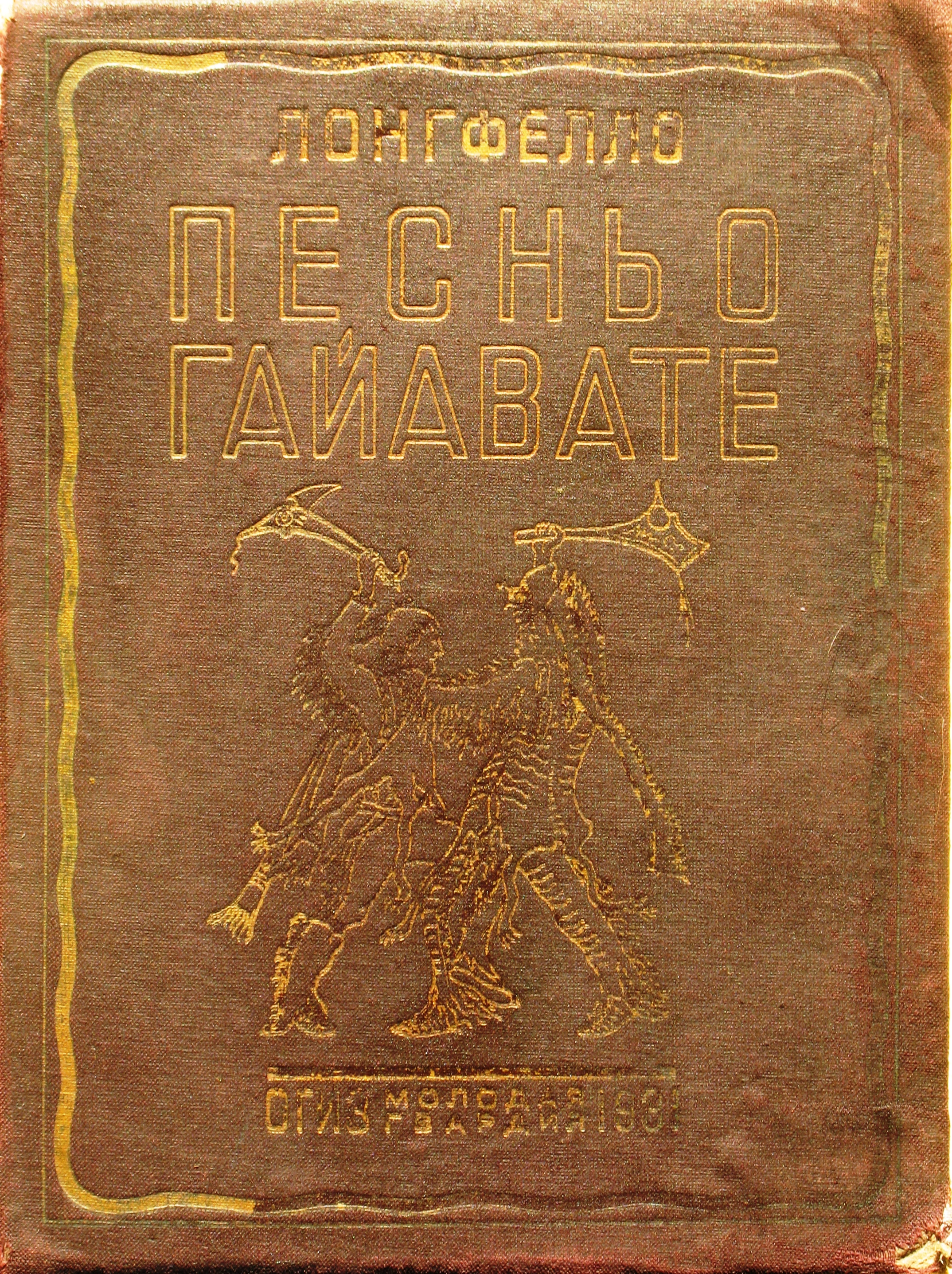
«Песнь о Гайавате», 1931

1922 — editura a fost înființată la Moscova, la inițiativa Comitetului Central al Comsomolului în scopul educării tineretului.
Anii 1930 — editura a început să publice nu numai cărți, ci și ziare și reviste, care au reprezentat a cincea parte din toate materialele tipărite în URSS. Revistele pentru tineret populare în epoca sovietică: Мurzilka, În jurul lumii, Tânărul tehnician, Garda tânără, Tânărul comunist, Viața comsomolistă, De aceeași vârstă, Meridiane studențești, Vojatîi, Tânărul naturalist, Proiectant-constructor, Tânărul pictor, Pravda pentru pionieri, Poze haioase, Mesager școlar — au început să fie editate aici. Mesager școlar, singura revistă din Rusia pentru nevăzători și copii cu deficiențe de vedere, a fost tipărită direct în alfabetul Braille.
1938 — a fost desființată Asociația Jurnalno-gazetnoe (Jurgaz). 
Editura „Molodaia Gvardia” a publicat seria Viața unor oameni remarcabili („JZL”), înființată în 1890 de învățătorul rus F. F. Pavlenkov și continuată în 1933 de Maxim Gorki. Seria de cărți fondată de Pavlenkov a fost extrem de citită. Aceste cărți au fost citite în tinerețe de Aleksei Tolstoi, N. Berdiaev, V. Vernadski și multe alte personalități ale culturii naționale ruse.
Principiile de bază ale seriei au fost: credibilitatea științifică, un nivel literar înalt și accesibil. Gama personalităților a fost foarte largă: Confucius, Platon, Freud, Hegel, Alexander Nevski, Jukov, Wagner, Ceaikovski, Rahmaninov, Leonardo da Vinci, Caravaggio, Salvador Dali, Picasso, Serghei de Radonej, Patriarhul Tihon. 

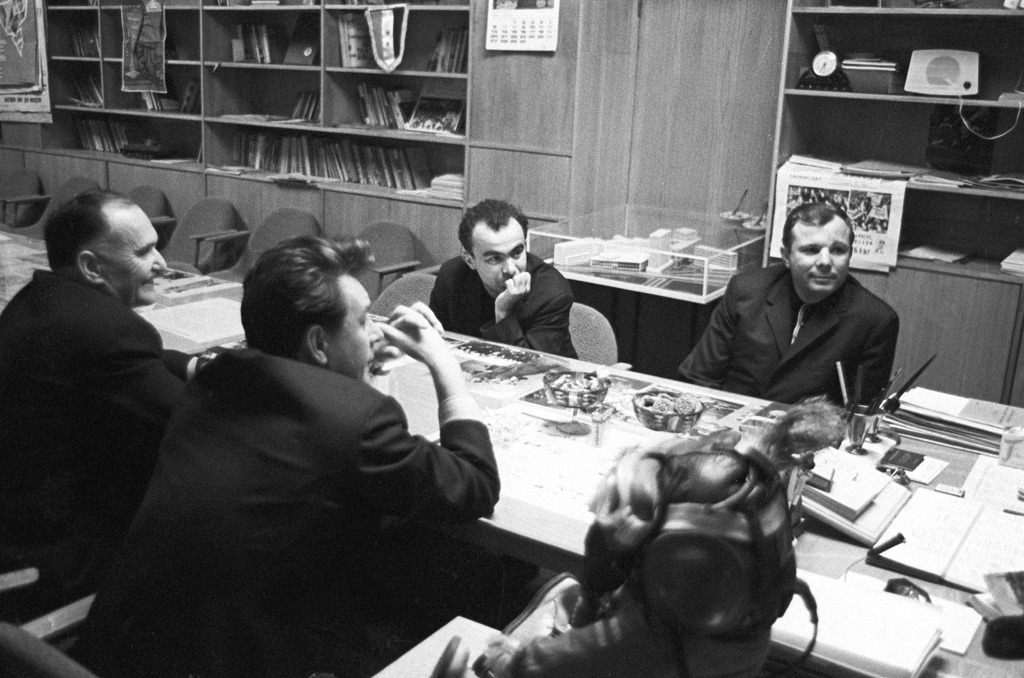
Iuri Gagarin la sediul editurii „Molodaia Gvardia” în ziua lansării cărții Psihologia și cosmosul (seria „Evrika”). Foto RIA Novosti, 1968.

Anii 1960-1970 — interesul societății sovietice pentru lectură era deosebit de mare. Seria de cărți Viața unor oameni remarcabili, volumele de proză, literatură SF, literatură polițistă și cărțile istorice se epuizau imediat de pe rafturi. În casele a milioane de oameni sunt păstrate biblioteci întregi cu cărți publicate de editura „Molodaia Gvardia”. 
În 1963 a apărut prima carte de povestiri, Oameni de la țară, a lui Vasili Șukșin. 
În 1964 a fost lansată cartea de povestiri Recinîe izluki a lui Vasili Belov, iar în 1971 a apărut volumul de proză Povești de la țară, care l-a făcut celebru pe autor. 
Cartea Povestiri de pe Don a lui Mihail Șolohov, laureat al Premiului Nobel, a fost tipărită printre primii de editura „Molodaia Gvardia”. 
Mareșalul Vasili Ciuikov, de două ori Erou al Uniunii Sovietice, a prefațat mai multe cărți publicate de editură și a publicat aici cartea Tineretul călit în luptă, ce conține amintiri despre Războiul Civil. 
Pilotul-astronaut, Erou al Uniunii Sovietice, Iuri Alexeevici Gagarin a fost autorul și personajul unor cărți publicate de „Molodaia Gvardia”, făcând ultima sa vizită în sediul editurii la 25 martie 1968. Cartea Psihologia și cosmosul, scrisă în colaborare cu V. Lebedev, a fost tradusă în mai multe limbi străine. De asemenea, el a scris o prefață la cartea despre Țiolkovski din seria "JZL" în 1962. 
Anii '90 — tirajele cărților se reduc drastic, multe serii încetează să existe. Reducerea achizițiilor de către biblioteci au condus la inaccesibilitatea cărților publicate de editura „Molodaia Gvardia” în mai multe regiuni din Rusia. În 1991 a fost înființată societatea comercială „Molodaia Gvardia”, care există și în ziua de azi.
Secolele XX—XXI — a început treptat un proces de renaștere a activității editurii. 
Seria de cărți Istoria vie: viața de zi cu zi a omenirii a fost fondată în anul 1999, după modelul celebrei serii franceze La Vie quotidienne. În peste 10 ani de existență editura a publicat peste 110 de cărți, fiecare dintre ele fiind un „portret” istoric al unei anumite epoci („Viața de zi cu zi în Moscova secolului al XIX-lea”, „Viața de zi cu zi în Moscova medievală”), profesii („Viața de zi cu zi a forțelor speciale ruse”, „Viața de zi cu zi a balerinelor de la Teatrul Imperial Rus”) sau clase sociale („Viața de zi cu zi a nobilimii ruse în vremea lui Pușkin”, „Viața de zi cu zi a studenților europeni în Evul Mediu din Epoca luminilor”). 
În 2002 editura a lansat o nouă serie intitulată Trecutul apropiat (memorii și epistole). Printre cărțile publicate în seria Trecutul apropiat sunt Viața pe vântul de răsărit de I. Gunther, Viață și destin. Amintiri de A. Taho-Godi, Девочка, катящая серсо... de O. Hildebrandt-Аrbenina, Chipuri și imagini de E.K. Gherțik, Culoare veselă: Jurnale. Eseuri despre artă de T.A. Маvrina. 
În 2005 s-a reluat publicarea seriei Viața unor oameni remarcabili. Biografia continuă. Spre deosebire de seria clasică JZL, această serie îi are în vedere doar pe oamenii care trăiesc.
În 2009 a fost lansată JZL: seria mică, care diferă de seria clasică JZL doar prin volumul de material.
Seria Dosarul nr... include cărți scrise pe baza de documente declasificate, dezvăluind operațiuni militare secrete și conspirații. 
Anul 2012 — s-a sărbătorit cea de-a 90-a aniversare a editurii.

## Autori celebri
Editura a publicat cărțile unor autori celebri precum Viktor Astafiev, Valentin Rasputin, Nikolai Starșcinov, Konstantin Simonov, Leonid Leonov etc.

## Redactori cunoscuți
L. Kaliujnaia, A. Karpov, E. Nikulina, E. Smirnova, Ludmila Barîkina, I. Cernikov, E. Pisareva, A. Bondarenko, A. Jitnuhin, I. Nikiforova și alții. Editura a publicat cărți a zeci de autori: Dmitri Bîkov, Zahar Prilepin, Ludmila Saraskina, Maia Kucerskaia, Leonid Мlecin, Sveatoslav Rîbas, Aleksandr Livergant, Lev Danilkin, Nikolai Dolgopolov, Viktor Gubarev, Valeri Popov, Alexei Varlamov, Nikolai Borisov, Veaceslav Bondarenko, Serghei Kuniaev, Nikolai Pavlenko, Semion Ekștut, Kiril Kojurin, Konstantin Sapojnikov, Igor Kurukin, Aleksandr Panțov, Aleksandr Bondarenko, Serghei Мiheenkov, Dmitri Volodihin etc.

## Serii de cărți
- «Жизнь замечательных людей» (ЖЗЛ)
- «Жизнь замечательных людей. Биография продолжается»
- «Жизнь замечательных людей. Малая серия»
- «Живая история: Повседневная жизнь человечества»
- «Библиотека современной фантастики»
- «Близкое прошлое»
- «Дело №…»
- «Россия и мир»
- «Проза века»
- «Золотой жираф»
- «Стрела»
- «Литературный пасьянс»
- «Пионер — значит первый»
- «Спорт и личность»

## Premii și distincții
- Ordinul Steagul Roșu al Muncii (1969)
- Premiul comsomolist Lenin (1978)
- Salonul de carte de la Petersburg. Cea mai bună carte în categoria „proză contemporană”: E. V. Anisimov, Anna Ioannovna (2002)
- Diploma târgului Internațional „Forumul de carte Nevski” pentru seria de cărți Живая история: Повседневная жизнь человечества (2002)
- Premiul „Cartea mare”: D. Bîkov, Boris Pasternak (2006)
- Premiul „Cartea mare”: A. Varlamov, Alexei Tolstoi (2007)
- Premiul „Cartea mare”: L. Saraskina, Soljenițîn (2008)
- Diploma „Cartea anului” pentru activitatea educațională și contribuția la literatura națională (2010)
- Premiul „Cea mai bună carte și editură a anului” (2011)